# أخوة إيمانية

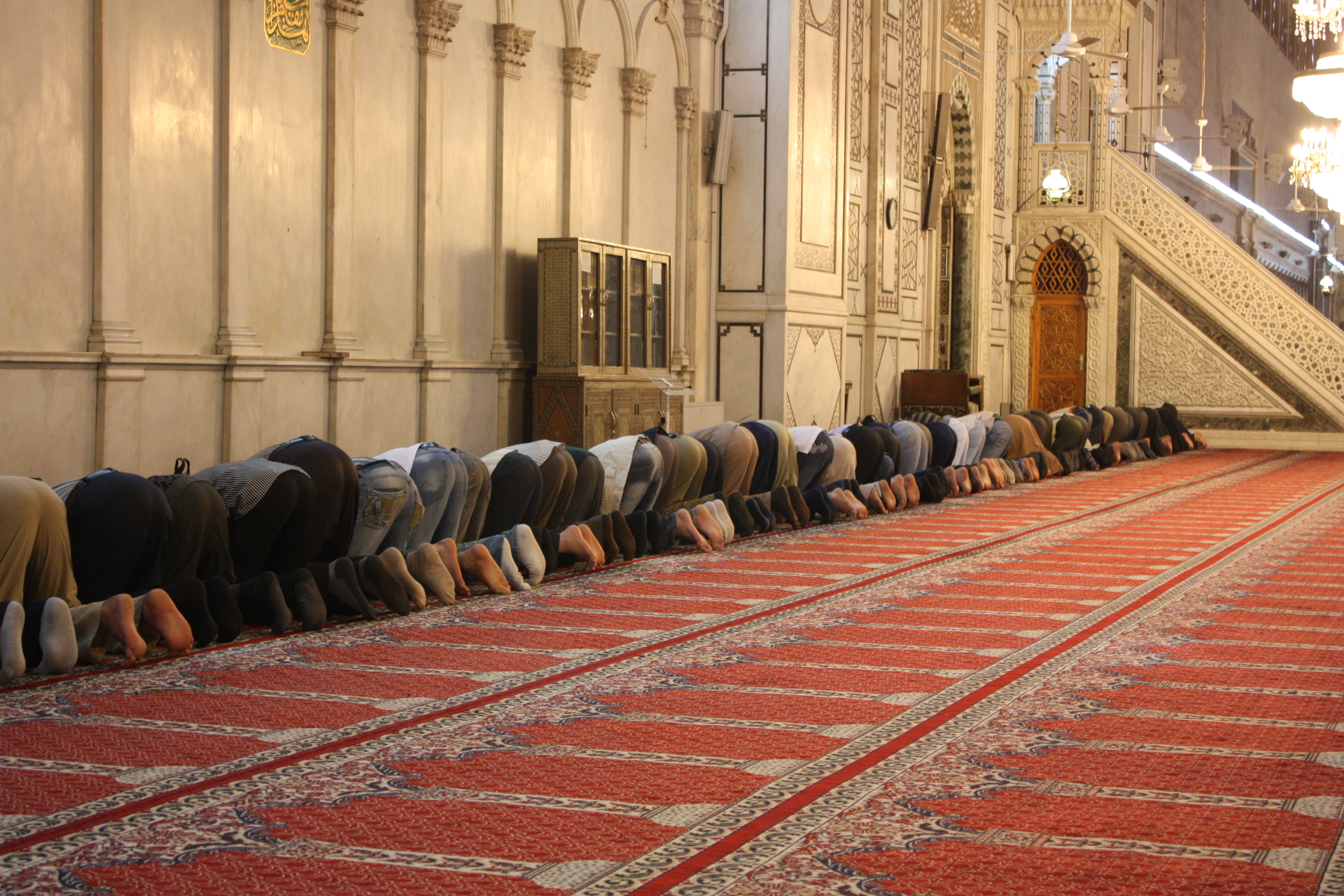
تتجلى الأخوة الإيمانية في الصلاة مع المؤمنين في المسجد.

أخوة إيمانية صفة ملازمة للإيمان، وتربط بين المسلمين عـلـى أسـاس الديــــن، فـي حـب الله، وهـي أعظـــم وأسمــى الـروابط الإنـسانــيـة ﴿إِنَّمَا الْمُؤْمِنُونَ إِخْوَةٌ فَأَصْلِحُوا بَيْنَ أَخَوَيْكُمْ وَاتَّقُوا اللَّهَ لَعَلَّكُمْ تُرْحَمُونَ ۝١٠﴾ [الحجرات:10].

## مـبادئ الأخــوة الإيـمانـيـة
- القرآن الكريم :
  - قـال تـعالـى: ﴿إِنَّمَا الْمُؤْمِنُونَ إِخْوَةٌ فَأَصْلِحُوا بَيْنَ أَخَوَيْكُمْ وَاتَّقُوا اللَّهَ لَعَلَّكُمْ تُرْحَمُونَ ۝١٠﴾ [الحجرات:10].
  - قـال تـعالـى: ﴿وَالْمُؤْمِنُونَ وَالْمُؤْمِنَاتُ بَعْضُهُمْ أَوْلِيَاءُ بَعْضٍ يَأْمُرُونَ بِالْمَعْرُوفِ وَيَنْهَوْنَ عَنِ الْمُنْكَرِ وَيُقِيمُونَ الصَّلَاةَ وَيُؤْتُونَ الزَّكَاةَ وَيُطِيعُونَ اللَّهَ وَرَسُولَهُ أُولَئِكَ سَيَرْحَمُهُمُ اللَّهُ إِنَّ اللَّهَ عَزِيزٌ حَكِيمٌ ۝٧١﴾ [التوبة:71].
- الإمام الآلوسي: «وإطلاق (الإخـوَة) على المؤمنين من باب التشبيه البليغ، وَشُبِّهوا بالإخوة من حـيث انتسابهم إلـى أصلٍ واحدٍ، وهـو الإيـمان المـوجب فـي لـلحـياة الأبدية».[1]
- صحيح مسلم: عـن أبـي هريرة  أن رسول اللَّه ﷺ قَــال: «حـق المسلم على المسلم ستٌّ. قيل: ما هُـنَّ يـا رسول اللَّه: إِذَا لَقِيته فَسَلِّم عليْهِ، وإذا دَعـَاكَ فَأجِبه، وإذا إاستَنْصَحك فانْصَحُ لَــه، وإذا عَطَسَ فَـشَمِّتْه، وإذا مَـرِضَ فَـعُدْه، وإذا مـَات فَاتَّبِعْهُ».[2]

## دلائل الأخوة الصادقة
1. التزاور في الله: قال صلى الله عليه وسلم من عاد مريضًا أو زار أخًا له في الله، ناداه مناد أن طبت وطاب ممشاك، وتبوأت من الجنة منزلًا[3]، وقال صلى الله عليه وسلم أن رجلًا زار أخًا له في قرية أخرى، فأرصد الله له على مدرجته "طريقه" ملكًا، فلما أتى عليه، قال أين تريد؟ قال أريد أخًا لي في هذه القرية، قال هل عليك من نعمةَ تربُّها؟ قال لا غير أني أحببته في الله عز وجل، قال فإني رسول الله إليك بأن الله قد أحبك كما أحببته.[4][5]
2. التواد والتراحم والتعاطف: قال صلى الله عليه وسلم مثل المؤمنين في توادهم وتراحمهم وتعاطفهم، كمثل الجسد الواحد إذا اشتكى منه عضو، تداعى له سائر الجسد بالسهر والحمّى[6][7]، فالأخوة تقتضي التعايش الذي يبلغ مداه في الإيثار بالمال وقضاء الحوائج والمشاركة في المحن، قال تعالى: {وَيُؤْثِرُونَ عَلَى أَنفُسِهِمْ وَلَوْ كَانَ بِهِمْ خَصَاصَةٌ}[8]، أي ولو كان بهم شدة وفقر.
3. التغاضي عن الهفوات وستر العيوب والزلات: وهذه من أعظم الدلائل والحقوق، فأخوك ليس ملَكًا مقربًا ولا نبيًّا مرسلًا، فإن زل فهو بشر، وكفى بالمرء نبلاً أن تعد معايبه، قال بشار بن برد:

| إذا كنت في كل الأمور معاتبًا فعش واحدًا أو صل أخاك فمن ذا الذي ترجى سجاياه كلها |  | صديقك لم تلق الذي لا تعاتبه فإنه مقارف ذنبًا تارة ومجانبه كفى بالمرء نبلًا أن تعد معايبه |

## ثمـار الأخــوة الإيـمانـية
مـن ثمـار الأخــوة الإيـمانية:
- الشـعـور بالحلاوة فـي الإيــمان.
- الحــماية مـن العـدوان والخصــام.
- الـفـوز بمـحبة الــلَّـــه عـز وجـل.
- التـظـلل فــي ظـــل اللَّــــه تــعالـى.

## حقــوق الأخـوة الإيـمانــيـة

### الـحقوق
- الأمـر بـالمـعروف.
- الـنهـي عـن المنكــر.
- إفشاء الســلام.
- تشـييـع الجنـازة.
- التشـمـيت.
- الـتعاون عـلى طاعة الله تعــالى.
- عـيادة المريـــض.
- إخلاص النصح.
- النصرة.
- إجـابة الدعوة.
- الصبر
- الإحسان

### حفظـها
- ما دامت الأخوة الإيمانية رابطة شرعية مبنية على الحب في اللَّه، فإنه يتعين الحرص على حفظ الحقوق المترتبة عليها، للفوز برضـى اللَّه تعـالى ودخول جـناته.
- عن أبي هـريرة ، قال: قال رسول اللَّه ﷺ: «لَنْ تَدْخُلُوا الجنَّةَ حَتَّى تؤمنوا، ولن تؤمنوا حتى تَحَابُّوا، ألا أخبركم بشيءٍ إذا فعلتموه تحاببتم، أَفشُوا السلام بينكم».[10]

## مفسدات الأخوة
إذا فسدت الإخوة دَبَّ الفتور الذي يفتت عضد الاستقامة، لأننا بحاجة إلى من يشد أزرنا ويأخذ بأيدينا، وينافسنا في طاعة الله، فيزداد المرء إيمانًا على إيمانه، وقد كان عبد الله بن رواحة إذا لقي الرجل من أصحابه، قال: "تعالَ نؤمن ساعة، لذلك فإن من أهم الأمور التي تنذر بانهيار الأخوة وإفسادها بين المؤمنين:
- الكبر والاستعلاء:

كان الإنسان مأمورًا بالتواضع والشعور بالآخرين، وإن أولَ من أُمر بذلك أعظم الناس وأعلى الناس وسيد الناس عليه الصلاة والسلام، قال له ربه: {وَاخْفِضْ جَنَاحَكَ لِلْمُؤْمِنِين}، وكان الرجل يرى النبي صلى الله عليه وسلم، فيهابه وترعد فرائصه، فيقول عليه الصلاة والسلام هوِّن عليك، فإني لست بملِك، إنما أنا ابن امرأة كانت تأكل القديد.
- الحسد:

داء فتاك ينساب في النفوس البشرية، في لحظات الغفلة الإيمانية، والحسود شخص سيئ الأدب مع الله، لأنه ينظر إلى نعمة الله على أخيه، فيتمنى لو زالت، والله تعالى يقول: {أَمْ يَحْسُدُونَ النَّاسَ عَلَى مَا آتَاهُمُ اللّهُ مِن فَضْلِهِ}، والنبي صلى الله عليه وسلم يقول دبّ إليكم داءُ الأمم قبلكم الحسد والبغضاء، والبغضاء هي الحالقة، لا أقول تحلق الشعر إنما تحلق الدِّين، والذي نفسي بيده لا تدخلوا الجنة حتى تؤمنوا، ولا تؤمنوا حتى تحابوا، أولا أنبئكم بما يثبت ذلك لكم، أفشوا السلام بينكم.
- السخرية والاستهزاء:

حتى وإن لم تقصد، فأخوك لم يشق عن قلبك، وإنما له ما رأى وسمع، فتحقق أنت من أقوالك وأفعالك، ونظراتك مع أخيك، ولا تنس قول الله تعالى: {يَاأَيُّهَا الَّذِينَ آمَنُوا لاَ يَسْخَرْ قَومٌ مِّن قَوْمٍ عَسَى أَن يَكُونُوا خَيْرًا مِّنْهُمْ وَلاَ نِسَاء مِّن نِّسَاء عَسَى أَن يَكُنَّ خَيْرًا مِّنْهُنَّ وَلاَ تَلْمِزُوا أَنفُسَكُمْ وَلاَ تَنَابَزُوا بِالأَلْقَابِ بِئْسَ الاِسْمُ الْفُسُوقُ بَعْدَ الإِيمَانِ وَمَن لَّمْ يَتُبْ فَأُوْلَئِكَ هُمُ الظَّالِمُون}.
- عدم التزام الأدب في الحديث:

وهذا باب واسع يدخل منه الشيطان للإفساد بين الإخوان وله صور متعددة نذكر منها:
1. الحدة ورفع الصوت في الكلام.
2. عدم الإنصات إلى حديث صاحبه، فتراه يكلمه صاحبه فيقطعه أو ينشغل عنه، قال بعض السلف: إن الرجل ليحدثني بالحديث أعرفه قبل أن تلده أمه، فيحملني حسن الأدب إلى الاستماع إليه حتى يَفرُغ.
3. التعدي في المزاح.

- الجدل:

عن أبو أمامه الباهلي قال: قال صلى الله عليه وسلم ما ضَلَّ قومٌ بعدَ هُدًى كانوا عليهِ إلَّا أوتوا الجدَلَ ثمَّ تلا رسولُ اللَّهِ صلى الله عليه وسلم {مَا ضَرَبُوهُ لَكَ إِلاَّ جَدَلاً بَلْ هُمْ قَوْمٌ خَصِمُون}، وفي حديث أبو أمامه الباهلي أن النبي صلى الله عليه وسلم قال أنا زعيمٌ ببيتٍ في ربَضِ الجنَّةِ لمن تركَ المِراءَ وإنْ كان مُحقًّا.
- إذاعة السر:

فمما يديم الصحبة، ألا تفشي لأخيك سرًّا، قال صلى الله عليه وسلم كَفَى بالمرءِ كذِبًا أن يحدِّثَ بِكُلِّ ما سمِعَ، وفي صحيح الجامع قال صلى الله عليه وسلم إذا حدث الرجلُ الرجلَ حديثًا ثم انصرف، فهو أمانة.
- سوء الظن:

وهي من أكبر العقبات التي تَحُول بين تَرابط المسلمين فيما بينهم، فإياك والظن الذي لم يُبْن على أصل وتحقيق نظر، وأغلب الظن كذلك، قال تعالى: {يَاأَيُّهَا الَّذِينَ آمَنُوا اجْتَنِبُوا كَثِيرًا مِّنَ الظَّنِّ إِنَّ بَعْضَ الظَّنِّ إِثْمٌ وَلاَ تَجَسَّسُوا وَلاَ يَغْتَب بَّعْضُكُم بَعْضًا أَيُحِبُّ أَحَدُكُمْ أَن يَأْكُلَ لَحْمَ أَخِيهِ مَيْتًا فَكَرِهْتُمُوهُ وَاتَّقُوا اللَّهَ إِنَّ اللَّهَ تَوَّابٌ رَّحِيم}، وقوله تعالى: {يَاأَيُّهَا الَّذِينَ آمَنُوا إِن جَاءكُمْ فَاسِقٌ بِنَبَأٍ فَتَبَيَّنُوا أَن تُصِيبُوا قَوْمًا بِجَهَالَةٍ فَتُصْبِحُوا عَلَى مَا فَعَلْتُمْ نَادِمِين}، وفي قراءة فتثبتوا.
وقوله صلى الله عليه وسلم "إياكم والظن فإن الظن أكذب الحديث، فأحسن الظن بأخيك فلعله أساء التعبير، أو لم يحسن التصرف لخبرته، فبعض الإخوة يحكم على قلوب الآخرين.
- النصح في الملأ:

لا يختلف اثنان أن النصيحة بين الناس يكرهها الناس، بل إن ذلك مما يزيل المحبة ويزرع العداوة، وقد يولّد العناد، قال الإمام الشافعي:
| تَعَمَّدني بِنُصحِكَ في اِنفِرادي فَإِنَّ النُصحَ بَينَ الناسِ نَوعٌ وَإِن خالَفتَني وَعَصِيتَ قَولي |  | وَجَنِّبني النَصيحَةَ في الجماعة مِنَ التَوبيخِ لا أَرضى اِستِماعَه فَلا تَجزَع إِذا لَم تُعطَ طاعَه |

- كثرة المعاتبة وعدم التسامح والنظر إلى السلبيات دون الإيجابيات:

اعلم أنك لن تجد صديقًا ليس في وُدِّهِ خَللُ، وأنت كذلك لا تخلوا من خلل، فاقبل في أخيك ما قبله فيك، وإلا دام غمُّك وطال همُّك، ولم تظفر بمطلوبك، قال سعيد بن المسيب: "ليس من شريف ولا عالم ولا ذي فضل، إلا فيه عيب، ولكن من الناس من لا ينبغي أن تذكر عيوبه".
فتغافل عن هفوات أخيك حتى تدوم الألفة، قال بعض الحكماء: وجدتُ أكثر أمور الدنيا لا تجوز إلا بالتغافل، وقد تغافل أقوام عن أذى الأعداء، فكيف بالأصدقاء.
- التدخل في الخصوصيات.
- الإصغاء للنمامين والحاسدين.
- برود العاطفة.
- التفريط في الطاعات.
- إخلاف الاتفاقات والمواعيد ، وغيرها.

## مـراجع
1. ↑  تفـسير الإمام الألوسي رحمه اللَّه ص152.
2. ↑  أخرجه مسلم في صحيحه، كـتاب «السلام» باب «من حق المسلم على المسلم، رد السلام».
3. ↑  ابن ماجة أبو عبد الله القزويني، سنن ابن ماجه، دار إحياء الكتب العربية، تحقيق محد فؤاد عبد الباقي، كتاب الطلاق، الجزء الأول، ص1192.
4. ↑  الألباني محمد ناصر الدين، صحيح الترغيب والترهيب، الجزء الثاني، الطبعة الأولى، الناشر: مكتبة المعارف للنشر والتوزيع، الرياض، السعودية، ١٤٢١هـ - ٢٠٠٠م، رقم الحديث: 6387.
5. ↑  الترمذي أبو عيسى محمد، الجامع الكبير سنن الترمذي، الجزء الخامس، الطبعة الأولى، دار الغرب الإسلامي، بيروت، لبنان، 1996م، رقم الحديث: 2008.
6. ↑  النيسابوري أبو الحسين مسلم بن الحجاج، صحيح مسلم، الجزء الأول، مطبعة عيسى الحلبي، دار إحياء التراث، بيروت، لبنان، 1955م، ص 2586.
7. ↑  البخاري، محمد بن إسماعيل، صحيح البخاري، الجزء الرابع، الطبعة الأولى، دار القلم، بيروت، لبنان، 1407هـ -1987م، ص 6011.
8. ↑  سورة الحشر، آية رقم: 9.
9. ↑  برد، بشار بن. "إذا كنت في كل الذنوب معاتباً - إقتباسات بشار بن برد". الديوان. مؤرشف من الأصل في 2020-09-28. اطلع عليه بتاريخ 2023-07-04.
10. ↑  أخرجه مسلم في صحيحه، كتاب «الإيمان» باب «أنه لا يدخلوا الجنة إلاَّ المؤمنون».
11. ↑  سورة الحجر، آية رقم: 88.
12. ↑  الألباني أبو عبد الرحمن محمد ناصر الدين، سلسلة الأحاديث الصحيحة وشيء من فقهها وفوائدها، الناشر: مكتبة المعارف للنشر والتوزيع، الرياض، الطبعة الأولى، (لمكتبة المعارف)، 2002م، ص 1876.
13. ↑  سورة النساء، آية رقم: 54.
14. ↑  بن حنبل أحمد بن محمد، مسند الإمام أحمد بن حنبل، المحقق: أحمد محمد شاكر، الناشر: دار الحديث، القاهرة، مصر، الطبعة: الأولى، ١٤١٦هـ - ١٩٩٥م، رقم الحديث: (3/20).
15. ↑  سورة الحجرات، آية رقم: 11.
16. ↑  سورة الزخرف، آية رقم: 58.
17. ↑  الترمذي أبو عيسى محمد، الجامع الكبير سنن الترمذي، الطبعة الأولى، دار الغرب الإسلامي، بيروت، لبنان، 1996م، ص3253.
18. ↑  الألباني أبو عبد الرحمن محمد ناصر الدين، سلسلة الأحاديث الصحيحة وشيء من فقهها وفوائدها، الناشر: مكتبة المعارف للنشر والتوزيع، الرياض، الطبعة الأولى، (لمكتبة المعارف)، 2002م، ص 8.
19. ↑  النيسابوري أبو الحسين مسلم بن الحجاج، صحيح مسلم، الجزء الأول، مطبعة عيسى الحلبي، دار إحياء التراث، بيروت، لبنان، 1955م، ص 5.
20. ↑  السجستاني أبو داود سليمان، سنن أبي داود، باب الوصايا، تحقيق محمد يحى الدين، المكتبة العصرية، صيدا، بيروت، لبنان، رقم الحديث: (4992).
21. ↑  الترمذي أبو عيسى محمد، الجامع الكبير سنن الترمذي، الطبعة الأولى، دار الغرب الإسلامي، بيروت، لبنان، 1996م، رقم الحديث (1959).
22. ↑  السجستاني أبو داود سليمان، سنن أبي داود، باب الوصايا، تحقيق محمد يحى الدين، المكتبة العصرية، صيدا، بيروت، لبنان، رقم الحديث: (4868).
23. ↑  سورة الحجرات، آية رقم: 12.
24. ↑  سورة الحجرات، آية رقم: 6.
25. ↑  النيسابوري أبو الحسين مسلم بن الحجاج، صحيح مسلم، الجزء الأول، مطبعة عيسى الحلبي، دار إحياء التراث، بيروت، لبنان، 1955م، ص 2563.
26. ↑  الشافعي، الإمام. "تعمدني بنصحك في انفرادي - الإمام الشافعي". الديوان. مؤرشف من الأصل في 2023-05-08. اطلع عليه بتاريخ 2023-07-04.